# رولاند فاغنر
رولاند فاغنر (بالفرنسية: Roland Wagner)‏ (22 ديسمبر 1955 دروسينهيم فرنسا - ) هو لاعب كرة قدم فرنسي، يلعب كمهاجم، لعب 220 مباراة وسجل 52 هدف.

## مسيرته

### مسيرته مع المنتخبات الوطنية
- 1979 - 1979 لعب مع منتخب فرنسا لكرة القدم مباراة سجل خلالها هدف.

### مسيرته مع الأندية
- 1972 - 1982 لعب مع نادي ستراسبورغ 168 مباراة سجل خلالها 46 هدف.
- 1982 - 1983 لعب مع نادي ميلوز 7 مباريات سجل خلالها هدف.
- 1985 - 1987 لعب مع FC Montceau Bourgogne [الإنجليزية]‏ 44 مباراة سجل خلالها 4 أهداف.

## روابط خارجية
- رولاند فاغنر على موقع قاعدة بيانات كرة القدم.إي يو (الإنجليزية)
- رولاند فاغنر على موقع ناشيونال فوتبول تيمز (الإنجليزية)